# Episodi di Victorious (quarta stagione)
La quarta e ultima stagione della serie televisiva Victorious è stata trasmessa per la prima volta negli Stati Uniti dal 22 settembre 2012 al 2 febbraio 2013 su Nickelodeon.
In Italia l'ultima stagione viene trasmessa in prima visione assoluta dal 12 febbraio al 7 settembre 2013 su Nickelodeon.
Inoltre, la quarta stagione è composta da 13 episodi che facevano parte di una terza stagione di 27 episodi, poi ripartita in modo da trasmettere un episodio di questa nella seconda stagione, 13 nella terza stagione effettiva e 13 nella quarta stagione. La serie è stata cancellata prematuramente, lasciando il pubblico con un finale aperto privo di un risvolto conclusivo, ma si presume che l'ultimo episodio sia Tori a stelle e strisce, dove Cat si trasferisce da sua nonna, dando inizio alla serie Sam & Cat. Tuttavia, il finale previsto dai codici di produzione è A caccia di follower.
| n. | Cod. di prod. | Titolo originale         | Titolo italiano                | Prima TV USA      | Prima TV Italia  |
| -- | ------------- | ------------------------ | ------------------------------ | ----------------- | ---------------- |
| 1  | 312           | Wanko's Warehouse        | Una notte ai Magazzini Wanko   | 22 settembre 2012 | 12 febbraio 2013 |
| 2  | 314           | The Hambone King         | Il re dell'Hambone             | 29 settembre 2012 | 14 febbraio 2013 |
| 3  | 317           | Opposite Date            | L'opposto di un appuntamento   | 13 ottobre 2012   | 6 maggio 2013    |
| 4  | 319           | Three Girls and a Moose  | Tre ragazze per Moose          | 20 ottobre 2012   | 8 maggio 2013    |
| 5  | 318           | Cell Block               | Una settimana senza tecnologia | 24 novembre 2012  | 7 maggio 2013    |
| 6  | 320           | Tori Fixes Beck and Jade | Beck e Jade                    | 1º dicembre 2012  | 9 maggio 2013    |
| 7  | 325           | One Thousand Berry Balls | Mille palline gelate           | 8 dicembre 2012   | 6 settembre 2013 |
| 8  | 321           | Robbie Sells Rex         | Robbie vende Rex               | 15 dicembre 2012  | 10 maggio 2013   |
| 9  | 322           | The Bad Roommate         | Il pessimo coinquilino         | 5 gennaio 2013    | 2 settembre 2013 |
| 10 | 324           | Brain Squeezers          | Un gioco molto pericoloso      | 12 gennaio 2013   | 4 settembre 2013 |
| 11 | 327           | The Slap Fight           | A caccia di follower           | 19 gennaio 2013   | 7 settembre 2013 |
| 12 | 326           | Star-Spangled Tori       | Tori a stelle e strisce        | 26 gennaio 2013   | 3 settembre 2013 |
| 13 | 323           | Victori-Yes              | Sì!                            | 2 febbraio 2013   | 5 settembre 2013 |

## Una notte ai Magazzini Wanko
- Titolo originale: Wanko's Warehouse
- Diretto da: Adam Weissman
- Scritto da: Dan Schneider e Christopher J. Nowak

### Trama
I ragazzi si recano ai grandi magazzini Wanko per ottenere uno sconto dell'ottanta percento, ma scoprono che i saldi inizieranno solo l'indomani. Allora Jade consiglia di passare la notte lì dentro, così da evitare la coda il mattino seguente. Tuttavia, il sistema di sicurezza viene inavvertitamente attivato, lasciando tutti quanti intrappolati in un corridoio con raggi laser. Robbie riesce a passarci sotto, ma mentre cerca di spegnere il sistema, s'imbatte in due ladri. Intanto, Cat fa scattare l'allarme dopo essere passata attraverso i raggi laser al fine di prendere un sandwich per Jade. Una volta usciti dal corridoio in cui erano intrappolati, i ragazzi si coprono la testa ed escono fuori dai magazzini, passando inosservati davanti alle telecamere di sicurezza.

## Il re dell'Hambone
- Titolo originale: The Hambone King
- Diretto da: Russ Reinsel
- Scritto da: Dan Schneider e Matt Fleckenstein

### Trama
Robbie si rivela essere un campione di Hambone: la notizia giunge ad un vecchio nemico di Tori, il quale lo batte davanti a Nozu. Tori, desiderosa di vendetta, allena Robbie per la rivincita. Durante la sfida, l'amico del suo avversario fa perdere il ritmo al ragazzo lanciandogli del sushi: Tori ottiene però la vendetta, sfidandolo e battendolo. Intanto, Cat pratica tip tap ovunque grazie alle sue nuove scarpe.

## L'opposto di un appuntamento
- Titolo originale: Opposite Date
- Diretto da: Steve Hoefer
- Scritto da: Dan Schneider e Warren Bell

### Trama
Tori deve andare in un museo con André, Beck e Robbie, ma il Pera Pad di André si rompe, quindi lui e Robbie cercano di partecipare ad un concorso per vincere il nuovo Pera Pad 3, ma finiscono per cadere e rimanere intrappolati per colpa dei loro costumi da pera fino al mattino successivo. Allora Tori e Beck decidono di andare al museo da soli; il loro, comunque, non è un appuntamento, ma l'opposto di un appuntamento. Tori dice a Cat di trovarsi da sola con Beck, chiedendole di non dirlo a nessuno, ma Cat accidentalmente lo dice a Jade, la quale ingelosita decide di seguirli telefonando continuamente a Tori e camuffandosi con la voce di Cat. Il cane della zia di Beck si è ammalato, quindi Beck e Tori vanno dal veterinario; qui dei clienti iniziano a chiedere perché abbia lasciato Jade, e Beck risponde che è stata Jade a lasciarlo, ma una signora dice che anche se l'ha lasciato non vuol dire che non provi più niente per lui, e Beck dice anche che Jade si arrabbia e si ingelosisce per ogni piccola cosa, ma una bambina dice che le ragazze si ingelosiscono solo perché hanno paura dentro. In quel momento entrano Jade e Cat, e Tori e Beck cercano di spiegare che non era un appuntamento. Jade pensava di essere arrabbiata, ma con maturità ammette che, avendo rotto, Beck è libero di uscire con chi vuole.
- Nota: in questo episodio è assente Trina Vega.

## Tre ragazze per Moose
- Titolo originale: Three Girls and a Moose
- Diretto da: David Kendall
- Scritto da: Dan Schneider e Christopher J. Nowak

### Trama
Beck racconta ai ragazzi che sta per venire il suo amico Moose dal Canada. Le ragazze attratte da quest'ultimo iniziano a competere per le sue attenzioni interessandosi alle cose che gli piacciono di più: Tori lo invita a vedere una partita di hockey, Cat gli prepara degli hamburger e Jade si veste come la protagonista del suo film preferito, "Le Forbici". Moose dice che vuole stare solo con Beck e che non gli interessano le ragazze di Hollywood, bensì quelle del Canada. Tori e Cat chiedono scusa ai ragazzi per essere state così assenti durante la raccolta fondi per la costruzione di un nuovo bagno per maschi nella scuola. Jade invece non rinuncia e riesce a baciare Moose in macchina.
- Canzoni presenti: "L.A. Boyz" (Victoria Justice e Ariana Grande)

## Una settimana senza tecnologia
- Titolo originale: Cell Block
- Diretto da: Adam Weissman
- Scritto da: Dan Schneider e Warren Bell

### Trama
Sikowitz sfida i ragazzi dicendo loro che se fossero riusciti a non utilizzare nessun dispositivo tecnologico moderno per una settimana, li avrebbe premiati con una "A" per tutto il semestre. I ragazzi (Robbie, Beck e André) e le ragazze (Tori, Jade e Cat) si sfidano a chi resisterà di più. Queste ultime cercano di mettere i ragazzi in trappola in modo che usino prima loro il cellulare. Dopo che Sikowitz si rende conto che sono tutti ossessionati dai loro telefoni, dice che chiunque avesse voluto poteva prenderlo. Entrambe le due "squadre" si arrendono e prendono i loro cellulari. Sikowitz comunica che i vincitori sono i ragazzi. Beck, Robbie e André mostrano i loro telefoni e fanno notare che sono spenti, mentre quelli delle ragazze sono accesi. Sikowitz dice che era d'accordo con i ragazzi, perché voleva far perdere le ragazze.
- Nota: in questo episodio è assente Trina Vega.

## Beck e Jade
- Titolo originale: Tori Fixes Beck and Jade
- Diretto da: David Kendall
- Scritto da: Dan Schneider e Warren Bell

### Trama
Una ragazza, Meredith, vorrebbe uscire con Beck: lui però rifiuta, temendo una ripicca di Jade. Tori e André cercano di convincere un ragazzo ad uscire con Jade, dietro pagamento, ma vengono scoperti scatenando l'ira della ragazza: questa rimarca di non essere infastidita dal fatto che Beck frequenti altre donne, poiché la coppia si è sciolta. Beck va così al Festival della Luna Piena con Meredith, ma non si trova bene con lei in quanto è sempre d'accordo su tutto e non ha opinioni proprie: Jade, che nutriva rancore verso Meredith per un vecchio episodio, canta una canzone per Beck il quale si rende conto di amarla ancora. Dopo la canzone, i due si baciano e decidono di tornare insieme. Nel frattempo, Robbie porta a scuola la farfalla di sua sorella che finisce però nell'orecchio di Cat: per farla uscire, saranno necessarie le urla della nonna di André.
- Canzoni presenti: "You Don't Know Me" (Elizabeth Gillies)

## Mille palline gelate
- Titolo originale: One Thousand Berry Balls
- Diretto da: David Kendall
- Scritto da: Dan Schneider e David Malkoff (accreditato come Dave Malkoff)

### Trama
Tori è al verde, quindi chiede aiuto ad André; egli, avendo un lavoro part-time al Yotally Togurt (un negozio di frozen yogurt di un centro commerciale), informa la ragazza che il suo capo, il Signor Mooney, sta cercando una ragazza per un lavoro. Tori accetta e scopre che per ricevere i $100 promessi deve distribuire mille palline gelate di yogurt alla frutta gratis indossando un vestito ridicolo; Tori si trova in difficoltà perché il suo costume spaventa i clienti e non riesce a distribuire le palline gelate. Alla fine riesce comunque a consegnare le palline in tempo e a cantare insieme ad André. Robbie, intanto, ha invitato al ballo una ragazza di nome Gabriella; Cat ne è gelosa e cerca di far ingelosire Robbie con Sinjin, ma per sbaglio sbatte la testa e viene soccorsa da Robbie stesso, che la bacia. Lei arrossisce e poi fugge.
- Canzoni presenti: "Here's 2 Us" (Victoria Justice e Leon Thomas III
- Nota: in questo episodio è assente Trina Vega.

## Robbie vende Rex
- Titolo originale:  Robbie sells Rex
- Diretto da: Adam Weissman
- Scritto da: Dan Schneider e Christopher J. Nowak

### Trama
Robbie vende Rex per duemila dollari a Francis, il figlio di Mason Thornesmith che in cambio cede Goonter, il suo vecchio pupazzo da ventriloquo a Robbie. Sikowitz, nel frattempo, denuncia Rhoda Hellberg, figlia della sua vicina, alla polizia per le sue continue malefatte; la madre cerca di convincerlo a non farlo perché rischia di mandarla in riformatorio, ma Sikowitz non demorde perché sa che, se non l'avesse denunciata, la figlia avrebbe comunque continuato a fargli degli scherzi. Robbie si pente di aver venduto Rex e cerca di convincere il figlio di Mason a restituirglielo; il ragazzo si rifiuta perché Rex è molto meglio del suo vecchio pupazzo. Vista l'ostinazione del ragazzo, Tori e gli altri trovano il modo di riavere Rex. Nel frattempo Rhoda viene costretta ad uscire con il figlio di Mason che, dopo essere stato baciato da quest'ultima, lascia subito Rex visto che adesso ha qualcosa di meglio da fare e Robbie riprende così il suo pupazzo storico. Intanto alla Hollywood Arts si aggira un tiratore di farina, Farina Bomber, così Jade, Beck, André e Cat cercano di catturarlo scoprendo che il suo vero nome è Tom Vineman.

## Il pessimo coinquilino
- Titolo originale: The Bad Roommate
- Diretto da: Steve Hoefer
- Scritto da: Dan Schneider e Warren Bell

### Trama
André è stanco della sua nonna pazza, perché a causa sua non riesce a scrivere una nuova canzone, così decide di andare a casa di Tori, ma si rivela un pessimo coinquilino che non le permette neanche di dormire. Lì capisce che, in realtà, solo le urla della nonna lo aiutano a scrivere canzoni. Per cui, con l'aiuto di Tori che finge di essere la nonna di André, il ragazzo riesce a scrivere una canzone da presentare ad un produttore discografico, Kojeezy (Kool Kojak), che però boccerà la loro idea. Intanto, su Internet c'è una foto di Jade che si mette le dita nel naso, così decide di farsi un'altra foto, ma in quest'altra sembra che si baci con Robbie.
- Canzoni presenti: "Faster Than Boyz" (Victoria Justice e Leon Thomas III)

## Un gioco molto pericoloso
- Titolo originale: Brain Squeezers
- Diretto da: Clayton Boen
- Scritto da: Dan Schneider e Warren Bell

### Trama
Tori viene selezionata per andare ad un gioco televisivo chiamato "Brain Squeezers" e decide di portare nella sua squadra André, Beck e Robbie. Jade ruba il posto di Tori, così da costringerla a stare in squadra con Trina, Sinjin e Cat. Ma Robbie si becca la gelatina di pus liquido in faccia, Trina una pioggia di dadi e bulloni, Beck una palla da bowling sulla pancia, Cat due pugni in faccia, Jade e André delle batterie in testa e Sinjin un water in testa. Solo Tori riesce a superare tutte le insidie indenne quindi è lei a vincere il premio, ma per prenderlo dovrà vedersela con un tizio che pesa più di 100 kg.

## A caccia di follower
- Titolo originale: The Slap Fight
- Diretto da: Steve Hoefer
- Scritto da: Dan Schneider e Christopher J. Nowak

### Trama
Mentre prepara l'occorrente per un film per la scuola, Tori scopre che Trina ha ben 997 followers su The Slap contro i suoi 314. Inizia così una gara fra André, Robbie, Cat, Jade, Beck e Tori per accaparrarsi più followers, invece di preparare il film. Tuttavia riescono a creare il film per la scuola e anche a capire che Sinjin aveva hackerato il profilo di Trina per far sembrare che quest'ultima avesse più followers.

## Tori a stelle e strisce
- Titolo originale: Star-Spangled Tori
- Diretto da: Adam Weissman
- Scritto da: Dan Schneider e Christopher J. Nowak

### Trama
Tori ha paura di non ricordarsi le parole dell’inno nazionale quando lo dovrà cantare in una partita di basket trasmessa in TV. Nel momento in cui Tori sta cantando, la mascotte, un cane di grandi dimensioni, viene accidentalmente liberato e trascina Tori da tutte le parti del campo. La diretta viene vista dagli amici di Tori ed è già stata resa pubblica da molte persone. Così a scuola viene presa in giro da molte persone, perfino da Sikowitz. André e Beck fanno vedere a Tori che Chris Burm, conduttore di uno show, le ha proposto di essere ospite del suo show e accetta, nonostante Beck e André le abbiano già detto che si prende spesso gioco degli ospiti. Nella puntata viene portato anche il cane che ha trascinato Tori. Mentre Tori non c'è, il conduttore dice che le ha preparato uno scherzo: mentre Tori canterà, il cane sarà sostituito da un pupazzo pieno di spaghetti che farà esplodere sulla ragazza. André e Beck, che erano tra il pubblico, sentono tutto e cercano di evitare che la loro amica Tori rifaccia una figuraccia. Riescono a togliere dal pupazzo la bomba e la appoggiano sotto la poltrona di Chris, che salta sul posto e ricade a terra immobile.
Nel frattempo Jade e Robbie notano che Cat sta avendo un atteggiamento un po' strano e la seguono. Scoprono così che Cat sta vivendo a scuola perché la sua famiglia è via; poi fortunatamente decide di andare a vivere dalla nonna che si era trasferita a Venice, anche se Cat era convinta che si fosse trasferita a Venezia.
- Inno degli Stati Uniti: Victoria Justice

## Sì!
- Titolo originale: Victori-Yes
- Diretto da: David Kendall
- Scritto da: Dan Schneider e Christopher J. Nowak

### Trama
Sikowitz fa una scommessa con i ragazzi: dovranno dire sempre di sì a tutto per un giorno intero, a meno che ciò non comporti rischi per la loro incolumità. Ben presto si ritrovano in situazioni a dir poco imbarazzanti.